# توماس دوايت (سياسي)
توماس دوايت (بالإنجليزية: Thomas Dwight)‏ هو محامي وسياسي أمريكي، ولد في 29 أكتوبر 1758 في سبرينغفيلد في الولايات المتحدة، وتوفي بنفس المكان في 2 يناير 1819. نشط حزبياً في الحزب الفيدرالي الأمريكي. وقد انتخب عضو مجلس نواب ماساتشوستس وانتخب عضو مجلس النواب الأمريكي.